# Катериновский сельский совет (Покровский район)
Катериновский сельский совет (укр. Катеринівська сільська рада) — входит в состав
Покровского района
Днепропетровской области
Украины.
Административный центр сельского совета находится в 
с. Катериновка.

## История
- 1977 — дата образования.

## Населённые пункты совета
- с. Катериновка
- с. Заречное
- с. Дрозды